# Javor (Republika Serbska)
Javor (cyr. Јавор) – wieś w Bośni i Hercegowinie, w Republice Serbskiej, w gminie Šekovići. W 2013 roku liczyła 128 mieszkańców.